# 近田豊年
近田 豊年（ちかだ とよとし、1965年12月11日 - ）は、高知県宿毛市沖の島出身の元プロ野球選手（投手）、ゴルフレッスンプロコーチ。
日本プロ野球初のスイッチピッチャーとして知られる。長男の近田球丸は子役俳優として活動している。

## 来歴・人物
高知県宿毛市の『沖の島』という小さな島で生まれる。子供が少ない故に野球道具もなく、小・中学校でチームができなかった為、「太平洋に向かって石を投げる」「島に流れ着いた軟式ボールを使って壁当てする」「左右で投げる練習をする」「右利き用のグラブを左手にハメてプレイする」といった野球の練習を一人でしながら、中学校では卓球、空手で全国大会出場の経験があるが、陸上などの個人競技に励んでいた。もともと左投左打であったが、左用のグラブがなかったため右投げで野球をやっていた。
中学3年生に、昼休みに学校の壁に壁当てしていたところ、たまたま中学校に研修に来ていた中学野球連盟会長の目に留まり、左投げが速いということで明徳（現：明徳義塾）高校を紹介され練習に参加。石投げで鍛えた左腕と快速が評価されて、特待生として明徳高校に入学。四軍組織まである中、いきなり1年生で一軍に抜擢、左投げのピッチャーとして活動したものの、コントロールの悪さもあり、甲子園で投げたのは1983年の第55回選抜高等学校野球大会の初戦、青森北高戦の1イニングのみで終わる。
高校卒業後、社会人野球の本田技研鈴鹿へ進み、左で投げていた4年目の1987年にヤクルトのスカウトからマークされていたがドラフトでの指名はなく、そのスカウトの紹介で南海ホークスのテストを受けてドラフト外で入団。当初、左投げでテストを受けたが、緊張のあまりコントロールを乱し、その時に幼少期にやっていた右での下手投げをとっさに行うとストライクを連発、右投げを繰り返したことで本来の左腕ともバランスが安定し、杉浦忠監督が見守る入団テストでアピールのために左右両投げを披露し、話題となった。もっとも、右の球速は125キロで、アマ時代に打撃投手として利用しただけであった。
入団後は「まず左を一人前にしてから」という杉浦監督の方針から、投球練習の7割方は左投げを中心に行われた。左腕での投球フォームはオーバースローだったが、右腕での投球フォームはアンダースローだった。外角のスローカーブを主に武器とした。左右どちらの手でも使える「6本指グラブ」が近田の為に特注され、スイッチピッチャーとスイッチヒッターが対戦する際には投手の側からあらかじめ投げる手を示すとする申し合わせが行われた。
1988年4月14日、大阪スタヂアムでの対ロッテオリオンズ戦において一軍初登板。この登板では左投げでプレーした。右で投げたのは取材のときだけだったという。この年はジュニアオールスターゲームにも出場し、投球練習では左右両方を披露した（右も上手投げ）が、右打者の橋上秀樹を相手に左投げで内野ゴロに抑えた。秋には再び一軍昇格の話があったが、左肘を故障してオフに手術した。
1989年は、1A・サリナス・スパーズに野球留学した。ここでは右投げも含めて実戦経験を積んだ。
1990年は登録を外されてファームでも登板機会はもらえずオフに、5対4の大型トレードで阪神タイガースに移籍し、翌1991年に任意引退。同郷の須藤豊監督、高橋良昌投手コーチが在籍する横浜大洋ホエールズと交渉したが折り合わず、関西に戻りゴルフのレッスンプロへ転向。2005年までゴルフ・ミニツアー「ドリームツアー」の主催をしていた。
2007年6月、社会人野球・クラブチームの「関電グループ硬式野球クラブ（現：関西硬式野球クラブ）」にコーチ兼投手として入団し、現役復帰。アマチュア野球復帰のため、同年5月15日に阪神を自由契約となっている。2013年まで同チームでコーチを務め、その後もアドバイザーを務めている。
公式戦では「左右両投げ」を披露する機会が無かったこともあり、2001年にFBS福岡放送のホークス応援特番の中で披露。当時二軍選手だった川﨑宗則に左で、笹川隆には右で投げた。2004年には現役復帰を目指して、新球団楽天の監督となった阪神時代の先輩・田尾安志にテスト挑戦の直訴したが実現には至らなかった。その後は、プロ野球マスターズリーグにも参加していた。
2008年放送の『J-SPO』によると、アメリカのマイナーリーグのトライアウトに参加したが不合格だった。40歳のときと42歳のときの2度、挑戦している。
現在は再びゴルフのインストラクターとして活動。関西で、西中島南方駅や梅田駅などで複数の駅前ゴルフスクールを展開している。
2021年夏、55歳で両手投げでどちらも130km/hを投げるというギネス記録への挑戦を表明。翌2022年にはクラウドファンディングで経費を募り、10月12日にわかさスタジアム京都で田尾を立会人に招き阪神のユニフォームを着用して記録更新に挑戦したが、結果は左122km/h・右113km/hの計233km/hで新記録達成はならなかった。

## 詳細情報

### 年度別投手成績
| 年 度     | 球 団     | 登 板 | 先 発 | 完 投 | 完 封 | 無 四 球 | 勝 利 | 敗 戦 | セ 丨 ブ | ホ 丨 ル ド | 勝 率 | 打 者 | 投 球 回 | 被 安 打 | 被 本 塁 打 | 与 四 球 | 敬 遠 | 与 死 球 | 奪 三 振 | 暴 投 | ボ 丨 ク | 失 点 | 自 責 点 | 防 御 率 | W H I P |
| --------- | --------- | ----- | ----- | ----- | ----- | -------- | ----- | ----- | -------- | ----------- | ----- | ----- | -------- | -------- | ----------- | -------- | ----- | -------- | -------- | ----- | -------- | ----- | -------- | -------- | ------- |
| 1988      | 南海      | 1     | 0     | 0     | 0     | 0        | 0     | 0     | 0        | --          | ----  | 4     | 1.0      | 1        | 0           | 1        | 0     | 0        | 0        | 0     | 0        | 1     | 1        | 9.00     | 2.00    |
| 通算：1年 | 通算：1年 | 1     | 0     | 0     | 0     | 0        | 0     | 0     | 0        | --          | ----  | 4     | 1.0      | 1        | 0           | 1        | 0     | 0        | 0        | 0     | 0        | 1     | 1        | 9.00     | 2.00    |

### 記録
- 初登板：1988年4月14日、対ロッテオリオンズ2回戦（大阪スタヂアム）、9回表に5番手で救援登板・完了、1回1失点（左投手として登板）

### 背番号
- 13 （1988年 - 1989年）※春季キャンプ当初は63であったが途中で変更
- 42 （1990年）
- 53 （1991年）